# Матвеев, Анатолий Алексеевич
Анато́лий Алексе́евич Матве́ев (род. 1926) — один из лучших расточников Красноярского машиностроительного завода имени В. И. Ленина Министерства общего машиностроения СССР. Герой Социалистического Труда.

## Биография
Анатолий Матвеев родился 30 января 1926 года на станции Бошняково Канского района Канского округа Сибирского края (ныне посёлок Канского района Красноярского края). В 1942 году начал работать токарем- расточником завода № 4 имени Ворошилова Наркомата вооружения СССР. В 1944 году окончил Красноярское ремесленное училище № 1 и продолжил работать токарем в цеху мелких штампов, а затем стал бригадиром на заводе № 4 имени Ворошилова (ныне Красноярский машиностроительный завод).
Анатолий Матвеев был одним из лучших расточников инструментального производства, инициатором бригадного подряда. Его бригаде одной из первых на предприятии было присвоено звание «Бригада коммунистического труда». Активный рационализатор, он предложил эффективную технологию обработки сложных и точных деталей без применения дорогостоящих приспособлений. В 1964 году принимал участие в первом краевом слете ударников коммунистического труда.
21 января 1966 года представлен на соискание звания Героя Социалистического Труда решением № 27 заседания бюро Красноярского крайкома КПСС. 26 июля 1966 года указом Президиума Верховного Совета СССР за выдающиеся заслуги в выполнении семилетнего плана (1959—1965) и создание новой техники Анатолию Алексеевичу Матвееву присвоено звание Героя Социалистического Труда с вручением ордена Ленина и золотой медали «Серп и Молот».
Анатолий Матвеев был членом Коммунистической партии Советского Союза и активно участвовал в общественной жизни. Он неоднократно избирался членом Красноярского горкома и райкома КПСС. В 1981 году он вышел на пенсию и жил в городе Красноярск, его имя трижды было занесено в Книгу почета Красноярского машиностроительного завода (1958, 1969, 1997).

## Награды
- Медаль «За трудовое отличие», 28 мая 1960 года
- Ударник коммунистического труда, 1964 год
- Орден Ленина, 26 июля 1966 года
- Медаль «Серп и Молот», 26 июля 1966 года
- Медаль «В ознаменование 100-летия со дня рождения Владимира Ильича Ленина», 1970 год